# Jarebice (gmina Tutin)
Jarebice (cyr. Јаребице) – wieś w Serbii, w okręgu raskim, w gminie Tutin. W 2011 roku liczyła 149 mieszkańców.